# Darkwoods My Betrothed
A Darkwoods My Betrothed finn black/szimfonikus black/viking metal együttes. 1992-ben alakultak Virgin's Cunt néven, ezen a néven két demót adtak ki.

## Tagok
- Spellgoth - ének
- Julma - basszusgitár, vokál
- Icelord - gitár
- Larha - dob
- Magician - billentyűk

## Korábbi tagok
- Hexenmeister - basszusgitár
- Erno Vuorinen - gitár
- Ante Mortem - gitár
- Hallgrim - gitár

## Diszkográfia
- Heirs of the Northstar (1995)
- Autumn Roars Thunder (1996)
- Witch-Hunts (1998)

## Egyéb kiadványok
- Dark Aureolis Gathering (demó, 1994)
- Dark Aureolis Gathering (válogatáslemez, 2000)